# Фігерас
Фігерас (кат. Figueres, вимова літературною каталанською [fi'ɣeɾəs]) — місто, розташоване в Автономній області Каталонія в Іспанії. Знаходиться у районі (кумарці) Альт-Емпорда провінції Жирона, згідно з новою адміністративною реформою перебуватиме у складі багерії Жирона. Офіційна мова-каталанська.

## Населення
Населення міста (у 2018 р.) становить 47 879 особа (з них менше 14 років — 15,8 %, від 15 до 64 — 68,9 %, понад 65 років — 15,3 %). У 2006 р. народжуваність склала 583 осіб, смертність — 331 осіб, приріст населення склав 136 осіб. У 2001 р. активне населення становило 15.424 осіб, з них безробітних — 1.391 осіб. 

Серед осіб, які проживали на території міста у 2001 р., 22.376 осіб народилися в Каталонії (з них
17.647 осіб у тому самому районі, або кумарці), 7.748 осіб приїхало з інших областей Іспанії, а 2.940 осіб приїхало з-за кордону. 

Університетську освіту має 9,8 % усього населення. 

У 2001 р. нараховувалося 12.357 домогосподарств (з них 22,8 % складалися з однієї особи, 28,2 % з двох осіб,
22,3 % з 3 осіб, 18,1 % з 4 осіб, 5,6 % з 5 осіб, 1,9 % з 6 осіб, 0,6 % з 7 осіб, 0,3 % з 8 осіб і 0,2 % з 9 і більше осіб).

Активне населення міста у 2001 р. працювало у таких сферах діяльності: у сільському господорстві — 2,3 %, у промисловості — 15,7 %, на будівництві — 13 % і у сфері обслуговування — 69 %. 

 У муніципалітеті або у власному районі (кумарці) працює 14.310 осіб, поза районом — 5.077 осіб.

### Доходи населення
У 2002 р. доходи населення розподілялися таким чином :
| \| Доходи населення за статтями доходів \| Доходи населення за статтями доходів \| Доходи населення за статтями доходів \| \| Рік \| 2002 р. \| 2001 р. \| \| ------------------------------------ \| ------------------------------------ \| ------------------------------------ \| \| Заробітна платня \| 57,7 % \| 59 % \| \| Доходи від ведення бізнесу \| 29,9 % \| 28,7 % \| \| Соціальна допомога \| 12,4 % \| 12,3 % \| |         |         |
| Доходи населення за статтями доходів |         |         |
| Рік | 2002 р. | 2001 р. |
| Заробітна платня | 57,7 %  | 59 %    |
| Доходи від ведення бізнесу | 29,9 %  | 28,7 %  |
| Соціальна допомога | 12,4 %  | 12,3 %  |

### Безробіття
У 2007 р. нараховувалося 1.402 безробітних (у 2006 р. — 1.567 безробітних), з них чоловіки становили 44,4 %, а жінки — 55,6 %.

## Економіка
У 1996 р. валовий внутрішній продукт розподілявся по сферах діяльності таким чином :
| \| Валовий внутрішній продукт \| Валовий внутрішній продукт \| Валовий внутрішній продукт \| \| Рік \| 1996 р. \| 1991 р. \| \| -------------------------- \| -------------------------- \| -------------------------- \| \| Сільське господарство \| 0,8 % \| 1,5 % \| \| Промисловість \| 19,9 % \| 21 % \| \| Будівництво \| 9,8 % \| 11,8 % \| \| Послуги \| 69,6 % \| 65,6 % \| |         |         |
| Валовий внутрішній продукт |         |         |
| Рік | 1996 р. | 1991 р. |
| Сільське господарство | 0,8 %   | 1,5 %   |
| Промисловість | 19,9 %  | 21 %    |
| Будівництво | 9,8 %   | 11,8 %  |
| Послуги | 69,6 %  | 65,6 %  |

### Підприємства міста
Промислові підприємства.
| \| Промислові підприємства міста, за сферою діяльності \| Промислові підприємства міста, за сферою діяльності \| Промислові підприємства міста, за сферою діяльності \| \| Рік \| 2002 р. \| 2001 р. \| \| --------------------------------------------------- \| --------------------------------------------------- \| --------------------------------------------------- \| \| Енергетичні та водні ресурси \| 2,1 % \| 2,1 % \| \| Хімія та метали \| 6,2 % \| 5,6 % \| \| Переробка металів \| 34,0 % \| 32,8 % \| \| Продукти харчування \| 18,0 % \| 16,9 % \| \| Текстиль \| 4,6 % \| 4,1 % \| \| Виробництво меблів, видання \| 31,4 % \| 33,8 % \| \| Інше \| 3,6 % \| 4,6 % \| \| Усього підприємств \| 194 \| 195 \| |         |         |
| Промислові підприємства міста, за сферою діяльності |         |         |
| Рік | 2002 р. | 2001 р. |
| Енергетичні та водні ресурси | 2,1 %   | 2,1 %   |
| Хімія та метали | 6,2 %   | 5,6 %   |
| Переробка металів | 34,0 %  | 32,8 %  |
| Продукти харчування | 18,0 %  | 16,9 %  |
| Текстиль | 4,6 %   | 4,1 %   |
| Виробництво меблів, видання | 31,4 %  | 33,8 %  |
| Інше | 3,6 %   | 4,6 %   |
| Усього підприємств | 194     | 195     |

Роздрібна торгівля.
| \| Підприємства роздрібної торгівлі міста, за сферою діяльності \| Підприємства роздрібної торгівлі міста, за сферою діяльності \| Підприємства роздрібної торгівлі міста, за сферою діяльності \| \| Рік \| 2002 р. \| 2001 р. \| \| ------------------------------------------------------------ \| ------------------------------------------------------------ \| ------------------------------------------------------------ \| \| Продукти харчування \| 22,9 % \| 23,6 % \| \| Одяг та взуття \| 23,7 % \| 24,6 % \| \| Товари для дому \| 16,8 % \| 16,8 % \| \| Книги та періодичні видання \| 3,0 % \| 3,1 % \| \| Промислова хімічна продукція \| 6,8 % \| 6,7 % \| \| Продукція, пов'язана з транспортними засобами \| 4,0 % \| 3,6 % \| \| Інше \| 22,8 % \| 21,6 % \| \| Усього підприємств \| 1.072 \| 1.073 \| |         |         |
| Підприємства роздрібної торгівлі міста, за сферою діяльності |         |         |
| Рік | 2002 р. | 2001 р. |
| Продукти харчування | 22,9 %  | 23,6 %  |
| Одяг та взуття | 23,7 %  | 24,6 %  |
| Товари для дому | 16,8 %  | 16,8 %  |
| Книги та періодичні видання | 3,0 %   | 3,1 %   |
| Промислова хімічна продукція | 6,8 %   | 6,7 %   |
| Продукція, пов'язана з транспортними засобами | 4,0 %   | 3,6 %   |
| Інше | 22,8 %  | 21,6 %  |
| Усього підприємств | 1.072   | 1.073   |

Сфера послуг.
| \| Підприємства міста, що працюють у сфері послуг, за діяльністю \| Підприємства міста, що працюють у сфері послуг, за діяльністю \| Підприємства міста, що працюють у сфері послуг, за діяльністю \| \| Рік \| 2002 р. \| 2001 р. \| \| ------------------------------------------------------------- \| ------------------------------------------------------------- \| ------------------------------------------------------------- \| \| Гуртова торгівля \| 14,4 % \| 14,4 % \| \| Готелі та готельний бізнес \| 17,0 % \| 18,0 % \| \| Транспорт та зв'язок \| 11,7 % \| 11,4 % \| \| Посередницькі фінансові послуги \| 4,8 % \| 5,3 % \| \| Послуги підприємствам \| 11,5 % \| 11,1 % \| \| Послуги фізичним особам \| 30,7 % \| 30,5 % \| \| Нерухомість та ін. \| 10,0 % \| 9,3 % \| \| Усього підприємств \| 1.699 \| 1.615 \| |         |         |
| Підприємства міста, що працюють у сфері послуг, за діяльністю |         |         |
| Рік | 2002 р. | 2001 р. |
| Гуртова торгівля | 14,4 %  | 14,4 %  |
| Готелі та готельний бізнес | 17,0 %  | 18,0 %  |
| Транспорт та зв'язок | 11,7 %  | 11,4 %  |
| Посередницькі фінансові послуги | 4,8 %   | 5,3 %   |
| Послуги підприємствам | 11,5 %  | 11,1 %  |
| Послуги фізичним особам | 30,7 %  | 30,5 %  |
| Нерухомість та ін. | 10,0 %  | 9,3 %   |
| Усього підприємств | 1.699   | 1.615   |

## Житловий фонд
У 2001 р. 4,3 % усіх родин (домогосподарств) мали житло метражем до 59 м², 37 % — від 60 до 89 м², 44,3 % — від 90 до 119 м² і
14,4 % — понад 120 м².

З усіх будівель у 2001 р. 32 % було одноповерховими, 32,2 % — двоповерховими, 15,2 % — триповерховими, 8,8 % — чотириповерховими, 5,8 % — п'ятиповерховими, 2,7 % — шестиповерховими,
1,5 % — семиповерховими, 1,9 % — з вісьмома та більше поверхами.

## Автопарк
| \| Автомобілі, зареєстровані у місті, за призначенням \| Автомобілі, зареєстровані у місті, за призначенням \| Автомобілі, зареєстровані у місті, за призначенням \| \| Рік \| 2006 р. \| 2005 р. \| \| -------------------------------------------------- \| -------------------------------------------------- \| -------------------------------------------------- \| \| Приватні автомобілі \| 71,6 % \| 72,2 % \| \| Мотоцикли \| 8,7 % \| 8,2 % \| \| Вантажівки \| 17,3 % \| 17,0 % \| \| Трактори \| 0,6 % \| 0,6 % \| \| Автобуси та ін. \| 1,9 % \| 1,9 % \| \| Усього автомобілів \| 29.155 шт. \| 28.232 шт. \| |            |            |
| Автомобілі, зареєстровані у місті, за призначенням |            |            |
| Рік | 2006 р.    | 2005 р.    |
| Приватні автомобілі | 71,6 %     | 72,2 %     |
| Мотоцикли | 8,7 %      | 8,2 %      |
| Вантажівки | 17,3 %     | 17,0 %     |
| Трактори | 0,6 %      | 0,6 %      |
| Автобуси та ін. | 1,9 %      | 1,9 %      |
| Усього автомобілів | 29.155 шт. | 28.232 шт. |

## Вживання каталанської мови
У 2001 р. каталанську мову у місті розуміли 94,8 % усього населення (у 1996 р. — 96,6 %), вміли говорити нею 76,9 % (у 1996 р. — 80,5 %), вміли читати 75,7 % (у 1996 р. — 75,2 %), вміли писати 53,2 % (у 1996 р. — 48,4 %). Не розуміли каталанської мови 5,2 %.

## Політичні уподобання
У виборах до Парламенту Каталонії у 2006 р. взяло участь 13.464 осіб (у 2003 р. — 15.506 осіб). Голоси за політичні сили розподілилися таким чином:
| \| Вибори до Парламенту Каталонії \| Вибори до Парламенту Каталонії \| Вибори до Парламенту Каталонії \| \| Рік \| 2006 р. \| 2003 р. \| \| -------------------------------------- \| ------------------------------ \| ------------------------------ \| \| Конвергенція та Єднання (CiU) \| 34,5 % \| 32,8 % \| \| Соціалістична партія Каталонії (PSC) \| 24,2 % \| 27,2 % \| \| Народна партія (PP) \| 12,4 % \| 13,9 % \| \| Ініціатива за зелену Каталонію (IC) \| 7,3 % \| 4 % \| \| Республіканська лівиця Каталонії (ERC) \| 16,9 % \| 20,5 % \| \| Громадянська партія (C's) \| 1,7 % \| 0,0 % \| \| Інші \| 3,1 % \| 1,6 % \| |         |         |
| Вибори до Парламенту Каталонії |         |         |
| Рік | 2006 р. | 2003 р. |
| Конвергенція та Єднання (CiU) | 34,5 %  | 32,8 %  |
| Соціалістична партія Каталонії (PSC) | 24,2 %  | 27,2 %  |
| Народна партія (PP) | 12,4 %  | 13,9 %  |
| Ініціатива за зелену Каталонію (IC) | 7,3 %   | 4 %     |
| Республіканська лівиця Каталонії (ERC) | 16,9 %  | 20,5 %  |
| Громадянська партія (C's) | 1,7 %   | 0,0 %   |
| Інші | 3,1 %   | 1,6 %   |

У муніципальних виборах у 2007 р. взяло участь 14.025 осіб (у 2003 р. — 14.607 осіб). Голоси за політичні сили розподілилися таким чином:
| \| Муніципальні вибори \| Муніципальні вибори \| Муніципальні вибори \| \| Рік \| 2007 р. \| 2003 р. \| \| -------------------------------------- \| ------------------- \| ------------------- \| \| Конвергенція та Єднання (CiU) \| 34,1 % \| 19,7 % \| \| Соціалістична партія Каталонії (PSC) \| 21,4 % \| 35,8 % \| \| Народна партія (PP) \| 10,3 % \| 12,3 % \| \| Ініціатива за зелену Каталонію (IC) \| 5,4 % \| 3,6 % \| \| Республіканська лівиця Каталонії (ERC) \| 26,1 % \| 23,5 % \| \| Громадянська партія (C's) \| 0,0 % \| 0,0 % \| \| Інші \| 2,8 % \| 5,1 % \| |         |         |
| Муніципальні вибори |         |         |
| Рік | 2007 р. | 2003 р. |
| Конвергенція та Єднання (CiU) | 34,1 %  | 19,7 %  |
| Соціалістична партія Каталонії (PSC) | 21,4 %  | 35,8 %  |
| Народна партія (PP) | 10,3 %  | 12,3 %  |
| Ініціатива за зелену Каталонію (IC) | 5,4 %   | 3,6 %   |
| Республіканська лівиця Каталонії (ERC) | 26,1 %  | 23,5 %  |
| Громадянська партія (C's) | 0,0 %   | 0,0 %   |
| Інші | 2,8 %   | 5,1 %   |

## Персоналії
- Сальвадор Далі (1904—1989) — іспанський (каталонський) художник, скульптор, гравер, письменник.